# メルカトル級数

区間（0,2）での自然対数に対する一次、二次、三次および十次多項式近似

数学において、メルカトル級数（英語: Mercator series）あるいはニュートン＝メルカトル級数（英語: Newton-Mercator series）とは、自然対数に対するテイラー級数であり、以下の式で表される。
{\displaystyle \ln(1+x)=x-{\frac {x^{2}}{2}}+{\frac {x^{3}}{3}}-{\frac {x^{4}}{4}}+\cdots }
総和記法を用いると、
{\displaystyle \ln(1+x)=\sum _{n=1}^{\infty }{\frac {(-1)^{n+1}}{n}}x^{n}}
となる。
この級数は −1 < x ≤ 1 の範囲で（1平行移動した）自然対数に収束する。

## 歴史
この級数はヨハネス・フッデとアイザック・ニュートンの2人によってそれぞれ独立に発見された。ニコラス・メルカトルの著作『対数術』（1668年）によって最初に発表された。

## 導出
この級数はテイラーの定理によって、ln(x) の x = 1 でのn階導函数を
{\displaystyle {\frac {d}{dx}}\ln(x)={\frac {1}{x}}}
からはじめて帰納的に計算することで得られる。
もしくは、有限等比級数（t ≠ −1）
{\displaystyle 1-t+t^{2}-\cdots +(-t)^{n-1}={\frac {1-(-t)^{n}}{1+t}}}
より、
{\displaystyle {\frac {1}{1+t}}=1-t+t^{2}-\cdots +(-t)^{n-1}+{\frac {(-t)^{n}}{1+t}}}
を得る。このとき、
{\displaystyle \int _{0}^{x}{\frac {dt}{1+t}}=\int _{0}^{x}\left(1-t+t^{2}-\cdots +(-t)^{n-1}+{\frac {(-t)^{n}}{1+t}}\right)\ dt}
であるから、項別積分によって
{\displaystyle \ln(1+x)=x-{\frac {x^{2}}{2}}+{\frac {x^{3}}{3}}-\cdots +(-1)^{n-1}{\frac {x^{n}}{n}}+(-1)^{n}\int _{0}^{x}{\frac {t^{n}}{1+t}}\ dt}
が得られる。
もし −1 < x ≤ 1 なら、剰余項は n → ∞ のとき0に収束する。
この式を更に k 回繰り返し積分することで
{\displaystyle -xA_{k}(x)+B_{k}(x)\ln(1+x)=\sum _{n=1}^{\infty }(-1)^{n-1}{\frac {x^{n+k}}{n(n+1)\cdots (n+k)}}}
を得られる。ここで
{\displaystyle A_{k}(x)={\frac {1}{k!}}\sum _{m=0}^{k}{k \choose m}x^{m}\sum _{l=1}^{k-m}{\frac {(-x)^{l-1}}{l}}}
および
{\displaystyle B_{k}(x)={\frac {1}{k!}}(1+x)^{k}}
は x の多項式である。

## 特殊例
メルカトル級数で、x = 1 とすると交代調和級数
{\displaystyle \sum _{k=1}^{\infty }{\frac {(-1)^{k+1}}{k}}=\ln(2)}
を得る。

## 複素級数
複素冪級数
{\displaystyle \sum _{n=1}^{\infty }{\frac {z^{n}}{n}}=z+{\frac {z^{2}}{2}}+{\frac {z^{3}}{3}}+{\frac {z^{4}}{4}}+\cdots }
は log を複素対数の主値とした際の −log(1−z) に対するテイラー級数である。この級数は |z| ≤ 1, z ≠ 1 を満たす全ての複素数に対して収束する。実際、ダランベールの収束判定法から、収束半径が1に等しいと分かるから、半径 r < 1 の全ての円板 B(0, r) 上で絶対収束する。更に、欠けた円板（nibbled disk） {\displaystyle \scriptstyle {\overline {B(0,1)}}\setminus B(1,\delta )}（δ > 0）上で一様収束する。このことは右辺が閉単位円板上全体で一様収束することに注目すれば、代数恒等式
{\displaystyle (1-z)\sum _{n=1}^{m}{\frac {z^{n}}{n}}=z-\sum _{n=2}^{m}{\frac {z^{n}}{n(n-1)}}-{\frac {z^{m+1}}{m}}}
から一度に導かれる。